# 양털멧토끼
양털멧토끼(Lepus oiostolus)는 토끼과에 속하는 포유류의 일종이다. 중국과 인도 그리고 네팔에서 발견된다.